# 泰國駐韓國大使館
泰國駐韓大使館是泰王國對大韓民國所設的外交代表機構，館址位於首爾龍山區漢南洞境內。泰國對韓派駐外交使節始於兩國建交後的1959年，當時職銜為公使，而首任大使則在1961年泰國駐韓大使館正式開館之後赴韓履新。泰國在韓除設大使館外，尚駐有名譽領事館和其他政府派外機構。

## 沿革

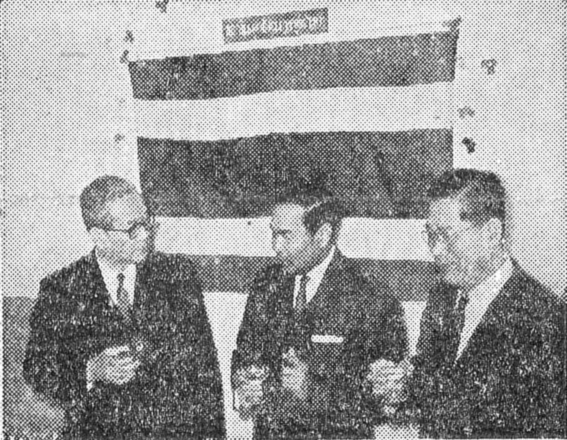
1961年1月7日的泰國駐韓大使館開館典禮，背景為泰國國旗

泰國駐韓代表機構可追溯至1950年—1953年的韓戰，當時泰國作為韓戰參戰國、兵援尚未與之建交的韓國，並因此在韓國境內的聯合國軍統帥部設置代表團。1958年10月1日兩國邦交建立，當天即共同發表聲明，宣布互設使館，泰國駐韓公使的職務則依據該份聲明，由泰國駐中華民國大使兼當。1959年4月23日，位於台灣台北的泰國駐中華民國大使館發表消息，宣布時任大使——泰國皇家海軍退役中將宋達宏奉命兼掌駐韓公使一職，但其僅赴韓國呈遞國書，常駐辦公地點仍在台北。
宋達宏上任泰國駐韓公使，至大使館正式設立之前，泰國在韓使節的職務曾由漢城（今首爾）的聯合國韓國統一復興委員會泰國代表代理。1961年1月6日上午，泰國駐韓大使館在漢城市內的德壽大廈（덕수삘딩）舉辦開館典禮，韓國總理張勉、韓國外務部部長鄭一亨和各國駐韓外交使節團成員均到場出席，並由張勉親自替泰國國旗進行揭幕、展開儀式活動。同年8月24日，泰國第一任駐韓大使——泰國皇家警察退役少將參·昂素觸赴青瓦台向韓國總統尹潽善呈遞到任國書。
1961年12月16日，泰國大使館將館舍移轉至梨泰院洞的阿里郎住宅村（아리랑주택촌）66號，在遷入漢南洞現址之前，亦曾使用梨泰院洞5-8號、梨泰院洞南山村133號等處辦公。除了首都的大使館本館之外，泰方又在1996年至韓國南部另設駐釜山名譽領事館，而在韓設有代表的10座泰國政府機構也接受泰國駐韓大使領導。

## 歷任館長

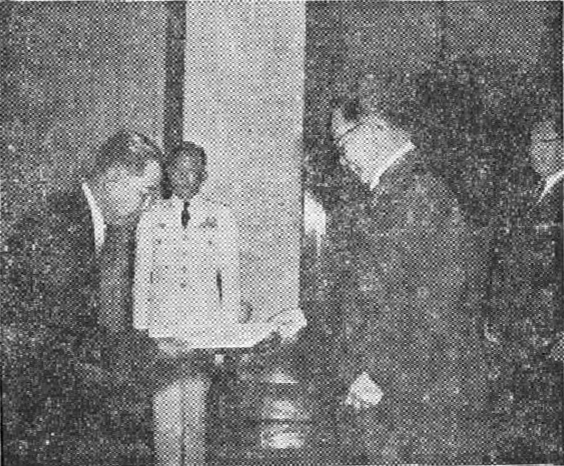
泰國首任駐韓大使參·昂素觸（左）赴韓履新後，至青瓦台向韓國總統尹潽善（右）呈遞國書，攝於1961年8月24日

| 屆次 | 中文名          | 原文名 | 上任日     | 備註                                  |
| ---- | --------------- | ------ | ---------- | ------------------------------------- |
| 公使 |                 |        |            |                                       |
| －   | 宋達宏          |        | 1959年9月  | 以駐中華民國大使身份兼任 常駐台灣台北 |
| 大使 |                 |        |            |                                       |
| 1    | 參·昂素觸       |        | 1961年8月  |                                       |
| 2    | 堯·勒斯立       |        | 1965年5月  |                                       |
| 3    | 楚·克隆威差     |        | 1968年9月  |                                       |
| 4    | 帕勇·朱迪昆     |        | 1972年9月  |                                       |
| 5    | 素班·沙韋曼     |        | 1976年7月  | [ 12 ]                                |
| 6    | 阿薩·汶耶帕拉敦 |        | 1978年11月 |                                       |
| 7    | 甘通·烏東里提盧 |        | 1982年11月 |                                       |
| 8    | 素差·楚他密     |        | 1986年11月 |                                       |
| 9    | 楚猜·甲盛沙     |        | 1991年2月  |                                       |
| 10   | 他瓦猜·達威西   |        | 1994年12月 |                                       |
| 11   | 維猜·瓦那信     |        | 1997年9月  |                                       |
| 12   | 頌汶·沙嚴布     |        | 2001年9月  |                                       |
| 13   | 蕭華新          |        | 2004年3月  |                                       |
| 14   | 醍樂堃·倪勇     |        | 2009年2月  |                                       |
| 15   | 猜榮·沙集巴儂   |        | 2009年10月 |                                       |
| 16   | 齊迪蓬·納拉儂   |        | 2012年5月  | [ 13 ]                                |
| 17   | 薩蘭·乍樂素萬   |        | 2016年3月  | [ 14 ]                                |
| 18   | 辛通·拉比謝潘   |        | 2018年4月  | 國書遞交日期                          |